# Kōzō Morishita
Kōzō Morishita (森下孝三?, Morishita Kōzō; 17 luglio 1948) è un regista, produttore cinematografico e produttore televisivo giapponese.
Deve il suo successo alle serie da lui dirette: tra i tanti titoli rientrano le serie animate di Dragon Ball Z, I Cavalieri dello zodiaco, ed i relativi lungometraggi.

## Serie curate
- Air Gear (TV) come pianificatore.
- Air Master (TV) come pianificatore.
- Bobobo-bo Bo-bobo come pianificatore.
- Il richiamo della foresta (speciale) come regista.
- Quando vivevano i dinosauri (film) come regista.
- Capitan Futuro (TV) come regista.
- Cutey Honey (TV) come assistente regista.
- Dragon Ball GT (TV) come produttore televisivo.
- Dragon Ball Z (TV) come produttore televisivo.
- Dragon Ball Z: La vendetta divina (film) come produttore cinematografico.
- Dragon Ball Z: Il più forte del mondo (film) come produttore cinematografico.
- Dragon Ball Z: La grande battaglia per il destino del mondo (film) come produttore cinematografico.
- Dragon Ball Z: La sfida dei guerrieri invincibili (film) come pianificatore.
- Dragon Ball Z: Il destino dei Saiyan (film) come pianificatore.
- Dragon Ball Z: L'invasione di Neo Namek (film) come pianificatore.
- Dragon Ball Z: I tre Super Saiyan (film) come pianificatore.
- Dragon Ball Z: Il Super Saiyan della leggenda (film) come pianificatore.
- Dragon Ball Z: La minaccia del demone malvagio (film) come pianificatore.
- Dragon Ball Z: Sfida alla leggenda (film) come pianificatore.
- Dragon Ball Z: L'irriducibile bio-combattente (film) come pianificatore.
- Dragon Ball Z: Il diabolico guerriero degli inferi (film) come pianificatore.
- Dragon Ball Z: L'eroe del pianeta Conuts (film) come pianificatore.
- Kikou Kantai Dairugger XV (TV) come capo regista.
- Konjiki no Gash Bell: 101 Banme no Mamono (film) come produttore cinematografico.
- I Cavalieri dello zodiaco (TV) come regista.
- I Cavalieri dello zodiaco: La dea della discordia (film) come regista.
- I Cavalieri dello zodiaco: L'ardente scontro degli dei (film) come pianificatore.
- I Cavalieri dello zodiaco: La leggenda dei guerrieri scarlatti (film) come pianificatore.